# Biblioteca Nardella Cappuccini San Severo

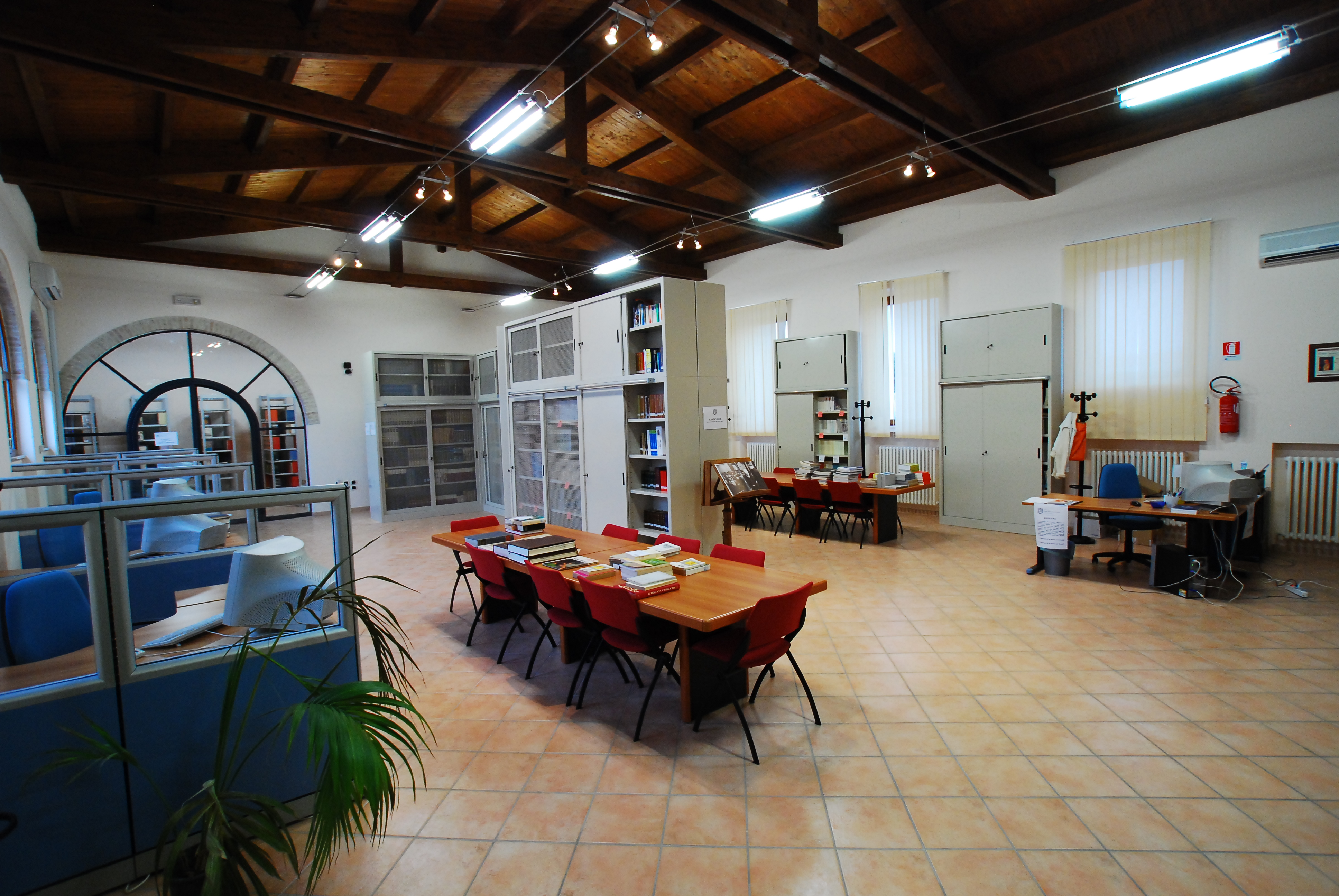
Sala Lettura della Biblioteca Nardella dei Cappuccini di San Severo

## La storia
Appartenente alla Provincia cappuccina di Sant'Angelo e Padre Pio, la Biblioteca è stata fondata nel 2002 all'interno dei locali del seicentesco convento cappuccino di San Severo (FG), occupando oggi quelli che un tempo furono i locali del Seminario e  della scuola media statale. 
Essa è stata intitolata  a padre Benedetto Nardella, al secolo Gerardo Nardella, più volte Ministro Provinciale e direttore spirituale di Padre Pio da Pietrelcina, che morì nel convento di San Severo  il 22 luglio 1942.

## La sede
La biblioteca al suo interno è realizzata con un sistema di grandi archi con mattoncini, tipici delle antiche costruzioni della zona, che garantiscono una equilibrata scansione delle sale, il cui tetto è dotato di travi in legno a vista. La sala lettura-consultazione, connessa in maniera complementare, sia al deposito che al servizio reference posto all'ingresso, ospita scaffali aperti al cui interno il patrimonio documentario è disposto in modo sistematico. La Biblioteca è inoltre dotata di una imponente sala conferenze all'interno della quale si svolgono importanti iniziative culturali.

## I Fondi
Il patrimonio della Biblioteca Nardella attualmente si aggira  intorno ai trentamila volumi moderni, a cui si aggiungono pure i volumi del cospicuo fondo antico costituito da cinquecentine, seicentine e settecentine. 
In base al regolamento unico delle biblioteche cappuccine della Provincia di Sant'Angelo e Padre Pio, questa istituzione ha come aree di specializzazione l'ascetico-mistica, la spiritualità, il Fondo san Pio da Pietrelcina e la Storia Locale, ambiti che sebbene fedelmente mantenuti nel rispetto delle disposizioni, sono stati costantemente ampliati per cui oggi il patrimonio copre discipline quali la storia, la filosofia, la pedagogia, la letteratura, la narrativa.
Particolarmente rilevante è il fondo speciale su San Pio da Pietrelcina, in esso infatti si conservano le principali e più importanti pubblicazioni sul santo stigmatizzato, a partire dalle primissime pubblicazioni risalenti agli anni Venti del Novecento.
Non manca nemmeno una sezione per ragazzi.
Entrata a far parte del Polo PUG del Servizio Bibliotecario Nazionale, il suo catalogo quotidianamente aggiornato, può essere facilmente consultato on line  anche attraverso il sito Biblioteche di Puglia. 

## Le attività
La Biblioteca è attiva sul territorio con numerose iniziative ed attività. L'organizzazione di laboratori con le scuole di ogni ordine e grado, la presentazione di libri, le conferenze di storia locale e la collaborazione con le associazioni culturali del territorio la rendono particolarmente vivace e presente sul territorio, un punto di riferimento culturale per la città di San Severo.